# Dinand Woesthoff
Dinand Woesthoff (* 6. September 1972 in Gorinchem; eigentlich Marco Frank Ferdinand Woesthoff) ist ein niederländischer Pop-/Rocksänger. Er wurde bekannt als Sänger der Band Kane.

## Werdegang
Woesthoff wurde als Sohn seines aus Indonesien stammenden Vaters und seiner niederländischen Mutter geboren. Er wuchs in der Kleinstadt Gorinchem auf. Als Student kam er nach Den Haag, wo er seither lebt. Im Jahr 1998 gründete er dort zusammen mit dem Gitarristen Dennis van Leeuwen die Band Kane. Gleich die erste Single der beiden Musiker erreichte die niederländischen Charts. Ihr Debütalbum As Long As You Want This hielt sich in ihrer Heimat 97 Wochen in den Hitlisten und wurde mit Doppelplatin ausgezeichnet. Seither folgten drei weitere erfolgreiche Studioalben.
Nachdem im Juni 2003 der gemeinsame Sohn Dean Maddy zur Welt gekommen war, heiratete Woesthoff am 17. September 2003 in Las Vegas die niederländische Schauspielerin Guusje Nederhorst. Viereinhalb Monate nach der Heirat starb Nederhorst am 29. Januar 2004 an den Folgen einer Brustkrebserkrankung.
Woesthoff verarbeitete den Tod seiner Frau in dem Song Dreamer (Gussie's Song). Kurz nach der Veröffentlichung als Single stieg er Ende Februar 2004 auf Platz 1 der niederländischen Charts ein und hielt sich dort zwei Wochen. Die Ballade war in diesem Jahr die meistverkaufte Single in den Niederlanden. Alle Einnahmen aus dem Verkauf in Höhe von 273.000 Euro gingen an die niederländische Krebshilfeorganisation KWF Kankerbestrijding.
Am 16. Dezember 2006 kam Dinands zweiter Sohn Jimi Frank zur Welt.
Im Jahr 2014 nahm er für die Olympischen Spiele in Sotschi das Lied Legendary Lane auf. Fast auf den Tag genau 10 Jahre nach Dreamer hatte er damit seinen zweiten Charteintritt in den Nederlandse Top 40.